# Каневцово
Каневцово (укр. Канівцеве), поселок, 
Велико-Бурлукский поселковый совет,
Великобурлукский район,
Харьковская область.
Код КОАТУУ — 6321455111. Население по переписи 2001 г. составляет 218 (98/120 м/ж) человек.

## Географическое положение
Посёлок Каневцово находится в 4-х км от реки Великий Бурлук, в 3-х км располагается село Шиповатое.
На расстоянии в 4 км находится железнодорожная станция Березник.
В селе несколько запруд.
Рядом проходит автомобильная дорога Т-2115.

## История
- 1750 - дата основания.

## Экономика
- В селе есть молочно-товарная ферма.